# Pirogov
Pirogov (russisk: Пирогов) er en sovjetisk film fra 1947 af Grigorij Kozintsev.

## Medvirkende
- Konstantin Skorobogatov - Pirogov
- Vladimir Tjestnokov - Ipatov
- Sergej Jarov - Skulatjenko
- Aleksej Dikij
- Olga Lebzak - Vakulina